# Joseph Jules Jean Jacques Rousseau
Jacques Rousseau ( * 5 de octubre de 1905, Saint-Lambert, Montérégie - 4 de agosto de 1970, Montreal), fue un botánico, pteridólogo, etnólogo, y profesor quebequense del siglo XX.

## Biografía
A partir de 1923, Jacques Rousseau sigue el curso del hermano Marie-Victorin y participó de sus exploraciones botánicas por la provincia de Quebec para convertirse en su ayudante. Obtendrá una licencia de Ciencias en 1928 y comenzó a enseñar en la Universidad de Montreal, como profesor de botánica.
Además llevó a cabo numerosas exploraciones por América del Norte, y descubre más de un centenar de nuevas especies como el astrágalo. Estudió la tundra, y realizó uno de los primeros estudios canadienses sobre lo periglaciar. Esos estudios en el norte de Canadá los amenizó con trabajos etnológicos ; interesándose por los pueblos originarios amerindios y los Inuits.
Fue cofundador de la Asociación canadiense-francesa para el avance de las Ciencias (ACFAS) ; siendo su secretario de 1930 a 1946. Participó también de la creación con el hermano Marie-Victorin del Jardín Botánico de Montreal (Jardin botanique de Montréal), siendo su director de 1944 a 1957. Y director del Museo del Hombre de Ottawa, de 1956 a 1959.
Enseñó en la Sorbonne a partir de 1959, para ser nombrado en 1962, director de las investigaciones del Centro de Estudios nórdicos, de la Universidad Laval de Quebec, hasta su deceso.

## Honores
Recibió numerosas recompensas por toda su obra.

### Epónimos
- La Comisión de Geografía de Quebec le da su nombre a uno de los Montes Torngat (1.261 m s. n. m.) que él había explorado en 1950.
- Después de 1980, se constituye el "Premio Jacques-Rousseau", discernido por la ACFAS a la persona o al equipo que haya excedido su ámbito de especialización y haya desarrollado innovadores puentes entre diferentes disciplinas.
- El Colegio Secundario Jacques-Rousseau, de Longueuil
- La circunscripción de Rousseau

- La abreviatura «J.Rousseau» se emplea para indicar a Joseph Jules Jean Jacques Rousseau como autoridad en la descripción y clasificación científica de los vegetales.[1]